# Quercus splendens
Quercus splendens — вид рослин з родини букових (Fagaceae), поширений у Мексиці.

## Опис
Дерево від 8 до 15 метрів заввишки; стовбур від 20 до 50 см у діаметрі. Молоді гілочки без волосся. Листки ланцетні, еліптичні або частіше довгасті, безволосі, сірувато-зелені, 4.4–15 × 1.2–4.6 см; край цілий, або віддалено лопатевий, або зубчастий. Жолуді поодинокі, без ніжки, з товстою чашечкою; чашечки з потовщеною основою та гострою слабо притиснутою верхівкою.

## Середовище проживання
Поширення: Мексика (Оахака, Наярит, Мічоакан, Халіско, Герреро). Росте на висотах від 1000 до 2300 метрів у місцях з високою вологістю навколишнього середовища, як-от середньогірські дубово-соснові ліси та мезофільні ліси.

## Використання і загрози
Вид використовується як дрова та як будівельний матеріал, як правило, для стовпів огорожі.
Загрозою є прискорена трансформація середовища проживання у міські поселення та під сільськогосподарські культури.